# Alfred Arbouw
Alfred Arbouw (Den Haag, 26 juni 1961) is een Nederlands politicus namens de VVD en voormalig militair en diplomaat.

## Loopbaan
Arbouw doorliep het VWO aan het Tweede Vrijzinnig-Christelijk Lyceum in Den Haag en deed vervolgens de officiersopleiding aan de Koninklijke Militaire Academie. Hij richtte zich binnen defensie meer op beleidsmatige functies en was naast beleidsadviseur ook tussen 1997 en 2000 militair diplomaat Permanent Militaire Vertegenwoordiging van Nederland bij de NAVO en EU. Hij verliet defensie in 2002 met de rang van kolonel.
Hij was in drie periodes in totaal elf jaar wethouder van Breda. Van 11 juni 2019 tot en met 12 juni 2023 was Arbouw lid van de Eerste Kamer.
- Parlement.com: vkwrf3knr7i2